# Suzuki GSV-R
La Suzuki GSV-R es el nombre de la serie de prototipos de cuatro tiempos desarrollada por Suzuki para competir en el Campeonato Mundial de MotoGP. La GSV-R reemplazó a la RGV500 de 500 cc y dos tiempos que Suzuki utilizó entre 1986 y 2001 ganando dos títulos de pilotos con Kevin Schwantz en 1993 y Kenny Roberts Jr en 2000.

## Historia
La GSV-R se introdujo en 2002, un año antes que el plan original, con el nombre clave XRE0. Las nuevas regulaciones estaban promoviendo el crecimiento de los motores de cuatro tiempos, y el rendimiento del nuevo motor durante las pruebas fue fuerte de acuerdo con Suzuki. A pesar del uso de un nuevo motor, la XRE0 estaba utilizando el viejo chasis de la Suzuki RGV500, algo que luego fue criticado por muchos analistas de MotoGP como un gran error. Usando el chasis y los carenados que se hicieron anteriormente para el motor RGV500 de dos tiempos, la XRE0 se vio obstaculizada por muchos problemas de estabilidad. El uso de la especificación de neumáticos de la RGV500 fue otro error. A pesar de todo eso, la XRE0 pudo conseguir su primer podio (2.º) en la primera ronda en Suzuka y obtuvo el tercer lugar en Río ese mismo año. Sin embargo, los logros de XRE0 fueron inconsistentes, ya que los pilotos a menudo chocaban, se caían o se veían obligados a retirarse por fallas técnicas. El mejor usuario de la XRE0 al final de la temporada 2002 fue Kenny Roberts, Jr. que logró el noveno lugar en la general.
Para 2007, las reglas de MotoGP cambiaron al permitir un desplazamiento máximo de 800 cc. Suzuki presentó una versión de 800 cc de la GSV-R también conocida como GSV-R800. La GSV-R800 tenía el nombre en código XRG0 debido a su motor recientemente rediseñado basado en las  limitaciones de desplazamiento. El nuevo motor XRG0 se basó en el diseño de la GSV-R  de 990 cc de 2006, sin embargo, el diámetro, la carrera y el paso del cilindro de los motores XRG0 se habían rediseñado para adaptarse mejor al desplazamiento del motor de 800 cc. El equipo de fábrica de Rizla Suzuki MotoGP declaró que el nuevo objetivo de los motores era 'lograr la mejor potencia posible y un funcionamiento confiable a altas rpm, y proporcionar a los pilotos una entrega de potencia fácil de usar y un carácter de motor predecible'. La XRG0 también estaba equipado con una Unidad de control de motor rediseñada suministrada por Mitsubishi, capaz de producir 220 caballos de fuerza a 17.500 rpm. El diseño del chasis y la distancia entre ejes de la  GSV-R XRE4 utilizada en la temporada 2006 de MotoGP se mantuvo en el nuevo modelo, sin embargo, el diseño de carenado se actualizó para adaptarse mejor a la estabilidad a alta velocidad.
La temporada 2008 de MotoGP trajo otra GSV-R800 rediseñada por Suzuki con el nombre en código XRG1 como el sucesor de la XRG0 del año anterior. Este prototipo de segunda generación fue la motocicleta de carreras más compleja y técnicamente más avanzada que Suzuki había producido en su época. La XRG1 se desarrolló estrechamente con los pilotos del equipo Rizla Suzuki MotoGP, Chris Vermeulen y Loris Capirossi y los comentarios del equipo de MotoGP y los ingenieros de Suzuki. Un área de enfoque clave para refinar el XRG1 fue mejorar la aceleración. Esto se logró perfeccionando cada detalle del motor de la XRG0 y una actualización de la Unidad de control de motor de Mitsubishi. El rediseño del motor resultante proporcionó un menor consumo de combustible y una mayor maniobrabilidad. Nuevos refinamientos del chasis de la XRG0 para el XRG1 de 2008 permitieron un mejor rendimiento en las curvas y un cambio de dirección. Junto con los refinamientos del chasis, se desarrolló un nuevo diseño del carenado para reducir la resistencia al viento y mejorar las características de manejo.
A finales de 2011, Suzuki abandonó MotoGP debido a la necesidad de reducir los costes en medio de la recesión económica mundial.

## Resultados en MotoGP
(Carreras en negrita indica pole position, carreras en cursiva indica vuelta rápida)
| Año  | Equipo                             | Neu. | Pilotos          | 1   | 2   | 3   | 4   | 5   | 6   | 7   | 8   | 9   | 10  | 11  | 12  | 13  | 14  | 15  | 16  | 17  | 18  | Pts. | CC  |
| ---- | ---------------------------------- | ---- | ---------------- | --- | --- | --- | --- | --- | --- | --- | --- | --- | --- | --- | --- | --- | --- | --- | --- | --- | --- | ---- | --- |
| 2002 | Telefónica Movistar Suzuki         | D M  |                  | JPN | SAF | ESP | FRA | ITA | CAT | NED | GBR | GER | CZE | POR | RIO | PAC | MAL | AUS | VAL |     |     | 143  | 3.º |
| 2002 | Telefónica Movistar Suzuki         | D M  | Sete Gibernau    | Ret | 16  | 9   | 12  | Ret | Ret | Ret | 6   | Ret | 4   | Ret | 8   | Ret | 14  | 12  | 13  |     |     | 143  | 3.º |
| 2002 | Telefónica Movistar Suzuki         | D M  | Kenny Roberts Jr | Ret | Ret | 8   | 5   | Ret | 7   | 6   | 14  |     | 11  | 4   | 3   | 6   | 8   | 9   | Ret |     |     | 143  | 3.º |
| 2002 | Telefónica Movistar Suzuki         | D M  | Akira Ryō        | 2   |     |     |     |     | 11  | 15  | 13  | 11  |     |     |     |     | 11  |     |     |     |     | 143  | 3.º |
| 2002 | Telefónica Movistar Suzuki         | D M  | Yukio Kagayama   |     |     |     |     |     |     |     |     | Ret |     |     |     |     |     |     |     |     |     | 143  | 3.º |
| 2003 | Suzuki Grand Prix Team             | M    |                  | JPN | SAF | ESP | FRA | ITA | CAT | NED | GBR | GER | CZE | POR | RIO | PAC | MAL | AUS | VAL |     |     | 43   | 5.º |
| 2003 | Suzuki Grand Prix Team             | M    | John Hopkins     | 13  | 13  | 7   | Ret | Ret | 15  | 15  | 11  | Ret | 17  | 18  |     | Ret |     | 12  | 13  |     |     | 43   | 5.º |
| 2003 | Suzuki Grand Prix Team             | M    | Kenny Roberts Jr | 14  | 15  | 13  | 16  | Ret |     |     |     | 15  | 20  | 17  | 17  | 15  | 14  | 9   | 11  |     |     | 43   | 5.º |
| 2003 | Suzuki Grand Prix Team             | M    | Yukio Kagayama   |     |     |     |     |     |     | Ret | 12  |     |     |     |     |     |     |     |     |     |     | 43   | 5.º |
| 2003 | Suzuki Grand Prix Team             | M    | Akira Ryō        |     |     |     |     |     |     |     |     |     |     |     |     | 10  | 20  |     |     |     |     | 43   | 5.º |
| 2004 | Team Suzuki MotoGP                 | B    |                  | SAF | ESP | FRA | ITA | CAT | NED | RIO | GER | GBR | CZE | POR | JPN | QAT | MAL | AUS | VAL |     |     | 73   | 5.º |
| 2004 | Team Suzuki MotoGP                 | B    | John Hopkins     | 13  | 15  | Ret |     | Ret | 14  | 15  | 9   | 8   | Ret | 6   | Ret | 8   | Ret | 15  | 12  |     |     | 73   | 5.º |
| 2004 | Team Suzuki MotoGP                 | B    | Kenny Roberts Jr | Ret | 8   | 12  | Ret | 17  | 16  | 7   | 8   | 17  | 10  | 14  | Ret |     |     |     |     |     |     | 73   | 5.º |
| 2004 | Team Suzuki MotoGP                 | B    | Gregorio Lavilla |     |     |     |     | Ret |     |     |     |     | Ret |     |     |     |     | 16  | 17  |     |     | 73   | 5.º |
| 2004 | Team Suzuki MotoGP                 | B    | Yukio Kagayama   |     |     |     |     |     |     |     |     |     |     |     |     | 11  | 14  |     |     |     |     | 73   | 5.º |
| 2005 | Team Suzuki MotoGP Red Bull Suzuki | B    |                  | ESP | POR | CHN | FRA | ITA | CAT | NED | USA | GBR | GER | CZE | JPN | MAL | QAT | AUS | TUR | VAL |     | 100  | 5.º |
| 2005 | Team Suzuki MotoGP Red Bull Suzuki | B    | John Hopkins     | 14  | Ret | 7   | 16  | 11  | Ret | 14  | 8   | 11  | DNS | 14  | 5   | 9   | 17  | 10  | 15  | 13  |     | 100  | 5.º |
| 2005 | Team Suzuki MotoGP Red Bull Suzuki | B    | Kenny Roberts Jr | Ret | 12  | Ret | 13  | 15  | 15  | 16  | 14  | 2   | 11  | 11  | 8   | 7   | 11  | DNS |     |     |     | 100  | 5.º |
| 2005 | Team Suzuki MotoGP Red Bull Suzuki | B    | Nobuatsu Aoki    |     |     |     |     |     |     |     |     |     |     | 16  |     |     |     |     |     | Ret |     | 100  | 5.º |
| 2006 | Rizla Suzuki MotoGP                | B    |                  | ESP | QAT | TUR | CHN | FRA | ITA | CAT | NED | GBR | GER | USA | CZE | MAL | AUS | JPN | POR | VAL |     | 151  | 4.º |
| 2006 | Rizla Suzuki MotoGP                | B    | John Hopkins     | 9   | Ret | 17  | 4   | 15  | 10  | 4   | 6   | 8   | 10  | 6   | 7   | 6   | 12  | 12  | 6   | 11  |     | 151  | 4.º |
| 2006 | Rizla Suzuki MotoGP                | B    | Chris Vermeulen  | 12  | Ret | 7   | Ret | 10  | 14  | 6   | 10  | 16  | 7   | 5   | 12  | 11  | 2   | 11  | 9   | Ret |     | 151  | 4.º |
| 2006 | Rizla Suzuki MotoGP                | B    | Kousuke Akiyoshi |     |     |     |     |     |     |     |     |     |     |     |     |     |     |     | 13  |     |     | 151  | 4.º |
| 2007 | Rizla Suzuki MotoGP                | B    |                  | QAT | ESP | TUR | CHN | FRA | ITA | CAT | GBR | NED | GER | USA | CZE | SMR | POR | JPN | AUS | MAL | VAL | 241  | 4.º |
| 2007 | Rizla Suzuki MotoGP                | B    | John Hopkins     | 4   | 19  | 6   | 3   | 7   | 5   | 4   | 5   | 5   | 7   | 15  | 2   | 3   | 6   | 10  | 7   | 8   | 3   | 241  | 4.º |
| 2007 | Rizla Suzuki MotoGP                | B    | Chris Vermeulen  | 7   | 9   | 11  | 7   | 1   | 8   | 7   | 3   | 16  | 11  | 2   | 5   | 2   | 13  | 11  | 8   | 7   | 6   | 241  | 4.º |
| 2007 | Rizla Suzuki MotoGP                | B    | Kousuke Akiyoshi |     | 17  |     |     |     |     |     |     |     |     |     |     |     |     | Ret |     |     |     | 241  | 4.º |
| 2007 | Rizla Suzuki MotoGP                | B    | Nobuatsu Aoki    |     |     |     |     |     |     |     |     |     |     |     |     |     |     |     |     | 13  |     | 241  | 4.º |
| 2008 | Rizla Suzuki MotoGP                | B    |                  | QAT | ESP | POR | CHN | FRA | ITA | CAT | GBR | NED | GER | USA | CZE | SMR | IND | JPN | AUS | MAL | VAL | 181  | 4.º |
| 2008 | Rizla Suzuki MotoGP                | B    | Chris Vermeulen  | 17  | 10  | 8   | Ret | 5   | 10  | 7   | 8   | 7   | 3   | 3   | 6   | 5   | 9   | Ret | 15  | 9   | 13  | 181  | 4.º |
| 2008 | Rizla Suzuki MotoGP                | B    | Loris Capirossi  | 8   | 5   | 9   | 9   | 7   | 7   | Ret |     | DNS | 7   | 15  | 3   | 7   | 16  | 6   | 10  | 7   | 9   | 181  | 4.º |
| 2008 | Rizla Suzuki MotoGP                | B    | Ben Spies        |     |     |     |     |     |     |     | 14  |     |     | 8   |     |     | 6   |     |     |     |     | 181  | 4.º |
| 2008 | Rizla Suzuki MotoGP                | B    | Kousuke Akiyoshi |     |     |     |     |     |     |     |     |     |     |     |     |     |     | Ret |     |     |     | 181  | 4.º |
| 2008 | Rizla Suzuki MotoGP                | B    | Nobuatsu Aoki    |     |     |     |     |     |     |     |     |     |     |     |     |     |     |     |     | 17  |     | 181  | 4.º |
| 2009 | Rizla Suzuki MotoGP                | B    |                  | QAT | JPN | ESP | FRA | ITA | CAT | NED | USA | GER | GBR | CZE | IND | SMR | POR | AUS | MAL | VAL |     | 133  | 4.º |
| 2009 | Rizla Suzuki MotoGP                | B    | Chris Vermeulen  | 7   | 10  | 10  | 6   | 10  | 11  | 5   | 8   | 13  | 13  | 11  | 11  | 9   | 10  | 11  | 6   | 15  |     | 133  | 4.º |
| 2009 | Rizla Suzuki MotoGP                | B    | Loris Capirossi  | Ret | 7   | 6   | 8   | 5   | 5   | 9   | Ret | 11  | 11  | 5   | 7   | 5   | Ret | 12  | 9   | 14  |     | 133  | 4.º |
| 2010 | Rizla Suzuki MotoGP                | B    |                  | QAT | ESP | FRA | ITA | GBR | NED | CAT | GER | USA | CZE | IND | SMR | ARA | JPN | MAL | AUS | POR | VAL | 108  | 4.º |
| 2010 | Rizla Suzuki MotoGP                | B    | Álvaro Bautista  | Ret | 10  | DNS | 14  | 12  | 14  | 5   | Ret | Ret | Ret | 8   | 8   | 8   | 7   | 5   | 12  | 11  | 9   | 108  | 4.º |
| 2010 | Rizla Suzuki MotoGP                | B    | Loris Capirossi  | 9   | Ret | Ret | 10  | Ret | 13  | 7   | 11  | 10  | Ret | 11  | Ret |     | Ret | Ret | DNS | 13  | Ret | 108  | 4.º |
| 2011 | Rizla Suzuki MotoGP                | B    |                  | QAT | ESP | POR | FRA | CAT | GBR | NED | ITA | GER | USA | CZE | IND | SMR | ARA | JPN | AUS | MAL | VAL | 73   | 4.º |
| 2011 | Rizla Suzuki MotoGP                | B    | Álvaro Bautista  | DNS |     | 13  | 12  | 12  | 5   | 11  | 13  | 7   | Ret | Ret | 6   | 8   | 6   | Ret | Ret | C   | Ret | 73   | 4.º |
| 2011 | Rizla Suzuki MotoGP                | B    | John Hopkins     |     | 10  |     |     |     |     |     |     |     |     | DNS |     |     |     |     |     | C   |     | 73   | 4.º |